# Сувенір для прокурора
«Сувенір для прокурора» (рос. «Сувенир для прокурора») — радянський художній детективний фільм, знятий в 1989 році режисером Олександром Косарєвим, за сценарієм Анатолія Безуглова і самого Олександра Косарєва. Прем'єра відбулася в грудні 1989 року.

## Сюжет
У невеликому південному курортному місті в автокатастрофі гине завскладом місцевого машинобудівного заводу Слава Зубцов (Микола Бурляєв). Попереднє слідство показало, що водій був п'яний і не впорався з керуванням. Справу доручають старшому слідчому прокуратури Гранській (Ірина Короткова). Але щось в цій справі насторожує, окремі деталі не вкладаються в цільну картину, і тоді за неї береться прокурор міста Захар Петрович Ізмайлов (Юрій Соломін) особисто. Коли експертиза приходить до висновку, що в момент аварії Зубцова за кермом не було, стає ясно, що сталося вбивство. Розслідування цього вбивства переростає в перевірку роботи як самого заводу, так і пов'язаної з ним сувенірної фабрики. Слідчі виходять на організовану злочинну групу на чолі з директором заводу Самсоновим (Петро Вельямінов), які мають підтримку у партійного керівництва міста. У відповідь мафія готова використовувати будь-які засоби — від примітивного шантажу до спроби компрометації самого прокурора…

## У ролях
- Юрій Соломін — Захар Петрович Ізмайлов, прокурор міста
- Галина Бєляєва — Зіна Ізмайлова, дружина прокурора
- Петро Вельямінов — Гліб Артемович Самсонов, генеральний директор машинобудівного заводу
- Ірина Короткова — Ольга Павлівна Гранська, старший слідчий прокуратури
- Вадим Спиридонов — Євген Іванович Огородник, шофер сувенірної фабрики
- Світлана Тома — Софія Анатоліївна Самсонова, дружина директора заводу, тренер з аеробіки
- Олександр Сєров — Олександр Миколайович, співак
- Іван Лапиков — прокурор області, начальник Ізмайлова
- Володимир Андреєв — Сергій Федорович, секретар міськкому партії
- Олександр Косарєв — Фадей Фадейович
- Римма Маркова — Анна Семенівна Зубцова, мати Слави Зубцова
- Микола Бурляєв — Слава Зубцов, завідувач складом машинобудівного заводу
- Віктор Шульгін — Павло Васильович Грачов, заступник генерального директора машинобудівного заводу
- Лариса Доліна — співачка Лариса
- Валерій Хлевінський — Сергій Федорович, підполковник міліції
- Роман Філіппов — старшина міліції на вокзалі
- Василь Панін — Григорій Васильович, співробітник міністерства
- Мірча Соцкі-Войніческу — Мірча Миколайович Сандулесу
- Віктор Вукол — Май, водій Гранской
- Ібрагім Баргі — співробітник міністерства
- Сергій Мартинов — оперативник
- Юхим Болесков — інспектор Соловйов, інспектор ДАІ
- Володимир Федоров — «Карлик»

## Знімальна група
- Режисер — Олександр Косарєв
- Сценаристи — Анатолій Безуглов, Олександр Косарєв
- Оператор — Ігор Богданов
- Композитор — Ігор Крутой
- Художник — Святослав Гаврилов